# InterRail
L'Interraïl és un bitllet que permet fer viatges amb tren i ferris per dins dels països d'Europa que pertanyin a "la comunitat d'Interraïl". Només està a la venda pels residents d'Europa. Aquest bitllet dura fins a un mes, i els nombres de viatges són il·limitats. L'Interraïl es ven des de l'any 1972.
Pels estrangers que no siguin d'Europa, està també disponible l'Euraïl, molt similar a l'interraïl però disponible pels residents no europeus.

## Orígens

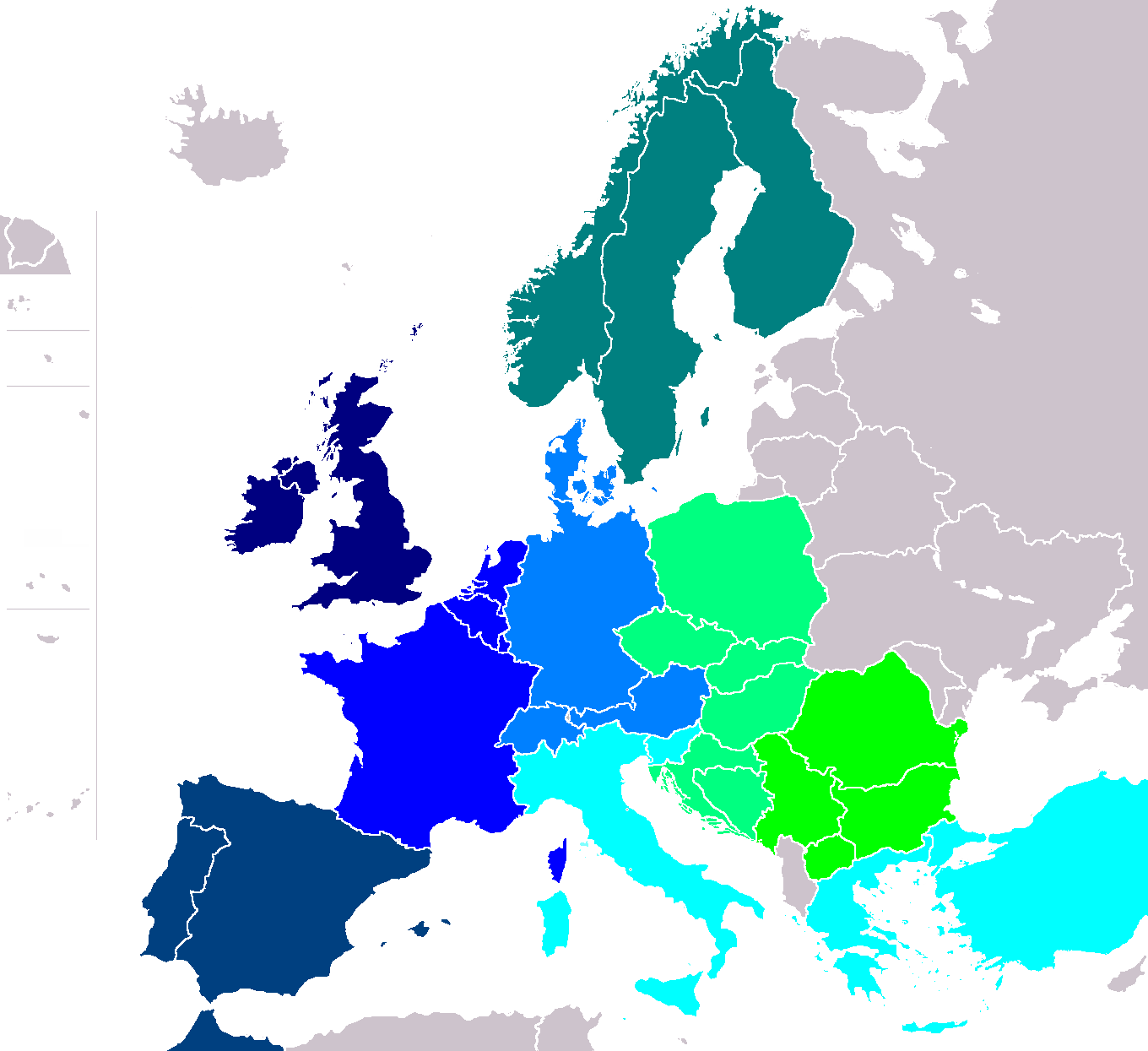
Mapa dels països dividts per zones

L'Interraïl està disponible des de l'any 1972 amb la celebració del 50è aniversari de la unió internacional dels Ferrocarrils. Es coneixia com un bitllet de tren que permetia als joves de fins a 21 anys viatjar a les segones classes dels trens arreu dels països europeus, que formessin part de la comunitat d'interraïl. En els seus principis els països per on es podia fer un Interraïl es dividia en unes vuit zones: 
- Zona A: Regne Unit, Irlanda

- Zona B: Finlàndia, Noruega, Suècia

- Zona C: Àustria, Dinamarca, Alemanya, Suïssa

- Zona D: Bòsnia-Hercegovina, Croàcia, República Txeca, Hongría, Polònia, Eslovàquia

- Zona E: Bèlgica, França, Luxemburg, Països Baixos

- Zona F: Marroc, Portugal, Espanya

- Zona G: Grècia, Itàlia, Eslovènia, Turquia

- Zona H: Bulgària, Macedònia del Nord, Romania, Sèrbia i Montenegro

El preu dels bitllets variava segons la zona on es volia fer el viatge, i el temps en què es fes el viatge. Avui en dia ha anat evolucionant i amb el mateix bitllet d'interraïl es poden agafar alguns ferris, com el que uneix Sardenya amb la península Itàlica, la majoria d'aquests ferris són necessaris per visitar les illes del Mediterrani, preferentment les illes gregues, i la península escandinava. Perquè no existeix cap mena de connexió amb tren directe entre els territoris. El límit d'edat també ha anat variant amb els anys, fins ara, en què el límit d'edat ha sigut suprimit, i els passatgers de totes les edats poden comprar-se el bitllet d'interraïl.

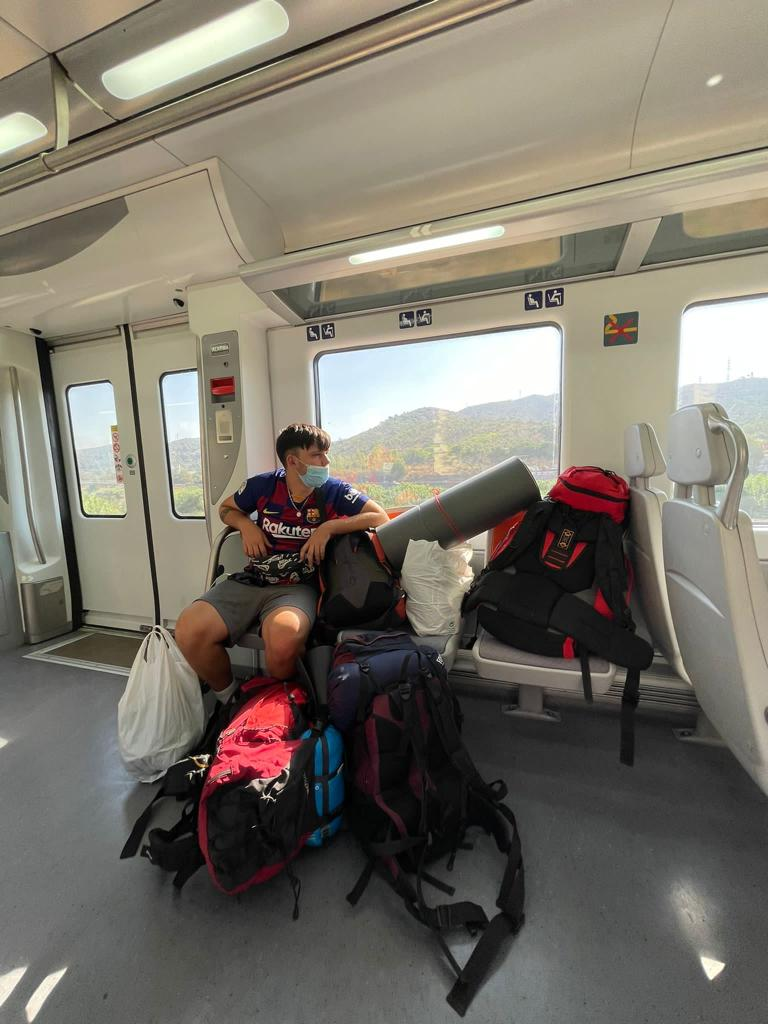
Imatge de un tren d'Interraïl amb motxilles.

## Com es fa aquest viatge
Aquest viatge és preferentment dut a terme amb motxilla, perquè el fet de desplaçar-se en tren i fer múltiples viatges no permet que es pugui viatjar amb molt pes a l'equipatge. També és un mètode comú perquè permet instal·lar-se en Bed & Breakfast, apartaments turístics... Així doncs, també existeix la filosofia motxillera, que bàsicament consisteix en les ganes de conèixer a gent i noves cultures.

## Països
L'Interraïl és disponible en tots els països que pertanyen a l'organització d'interrail, 33 països diferents. Aquests són: 

Mapa països on es fa

- Mapa països on es faAlemanya
- Àustria
- Bèlgica
- Croàcia
- República Txeca
- Dinamarca
- Macedònia del Nord
- Finlàndia
- França
- Gran Bretanya
- Grècia
- Hongria
- República d'Irlanda
- Itàlia
- Luxemburg
- Montenegro
- Països Baixos
- Noruega
- Polònia
- Portugal
- Romania
- Sèrbia
- Eslovàquia
- Eslovènia
- Espanya
- Suècia
- Suïssa
- Turquia
- Bulgària

## Països més comuns
La majoria de passatgers opten per anar per països de Centreeuropa i de l'Europa occidental, on moure's amb tren és fàcil i pràctic.
Els països més comuns són: França, Alemanya, Regne Unit, Països Baixos, Suïssa, República Txeca, Itàlia, Bèlgica, Espanya...
L'any 2016 les cinc ciutats més emblemàtiques per fer un interraïl, segons les votacions dels seus usuaris són: 
València, Budapest, Karlsruhe, Bolonya, Rotterdam.

## Rutes populars
- Itàlia: Para a Roma, Florència, Venècia i Verona. El temps de viatge és d'una setmana com a mínim. Es necessita el Passe Interraïl Itàlia.

- Ciutats més econòmiques d'Europa: Para a Varsòvia, Budapest, Zagreb, Sofia, i més ciutats. El temps de viatge és de dues o tres setmanes com a mínim. Es necessita el Passe Interraïl Global.

- França: Para a París, Versalles, Bordeus i més ciutats. El temps de viatge és de dues o tres setmanes com a mínim. Es necessita el Passe Interraïl França.
- Mediterrani: Para a Barcelona, Niça, Gènova, Roma i més ciutats. El temps de viatge és d'aproximadament 16 dies. Es necessita el Passe Interraïl Global.
- Ciutats dignes d'Instagram: Para a París, Estrasburg, Zuric, Milan i més ciutats. El temps de viatge és d'aproximadament 10 dies. Es necessita el Passe Interraïl Global.[1]

## Tipus de passes d'Interraïl
Hi ha diferents tipus de passes d'Interraïl i el preu dels bitllets varia segons el tipus de viatge que es vol fer. Primer hi ha el Global Pass, el bitllet més popular i utilitzat pels viatgers, que permet visitar 30 països d'Europa, que estan dins de l'organització d'Interraïl. Permet fer un nombre de viatges il·limitats fora del teu país de residència, tot i això, només s'hi pot fer un viatge d'anada i tornada pel teu país de residència, que és el que s'acostuma a usar per passar la frontera del teu país de residència.
I, per altra banda, hi ha l'altre bitllet, el One Country Pass, que permet fer viatges interns i il·limitats per un únic país, i d'un mes de durada màxima de viatge. El preu del bitllet pot variar segons el país que es vulgui fer el viatge.

## Preus del bitllets
Preu per a joves (menors de 26 anys): 
| Temps de Vitge    | Preu  |
| ----------------- | ----- |
| 5 dies d'entre 15 | 200 € |
| 7 dies en 1 mes   | 246 € |
| 10 dies en 1 mes  | 292 € |
| 15 dies en 1 mes  | 361 € |
| 15 dies continuus | 338 € |
| 22 dies continuus | 374 € |
| 1 mes continu     | 479 € |

Preu per a adults (a partir dels 26 anys):
| Temps de Viatge   | Preu  |
| ----------------- | ----- |
| 5 dies d'entre 15 | 264 € |
| 7 dies en 1 mes   | 315 € |
| 10 dies en 1 mes  | 374 € |
| 15 dies en 1 mes  | 463 € |
| 15 dies continuus | 414 € |
| 22 dies continuus | 484 € |
| 1 mes continu     | 626 € |

Preu per a gent gran (a partir dels 60 anys):
| Temps de Viatge   | Preu  |
| ----------------- | ----- |
| 5 dies d'entre 15 | 238 € |
| 7 dies en 1 mes   | 284 € |
| 10 dies en 1 mes  | 338 € |
| 15 dies en 1 mes  | 417 € |
| 15 dies continuus | 373 € |
| 22 dies continuus | 437 € |
| 1 mes continu     | 564 € |

Preu per famílies:
| Temps de Viatge   | Preu per adult | Preu per nen (0-11 anys) |
| ----------------- | -------------- | ------------------------ |
| 5 dies d'entre 15 | 264 €          | 0 €                      |
| 7 dies en 1 mes   | 315 €          | 0 €                      |
| 10 dies en 1 mes  | 374 €          | 0 €                      |
| 15 dies en 1 mes  | 463 €          | 0 €                      |
| 15 dies continuus | 414 €          | 0 €                      |
| 22 dies continuus | 484 €          | 0 €                      |
| 1 mes continu     | 626 €          | 0 €                      |

## Empreses que hi contribueixen
Són diverses les empreses que treballen dins de la comunitat d'interraïl, cada país té diverses empreses ferroviàries o bé de ferris, aquestes són: 
Empreses Ferroviàries:
ÖBB, ROeEE, GYSEV, Westbahn (Àustria), NMBS, SNCB (Bèlgica), ZFBH (Bòsnia i Hercegovina), BDZ (Bulgària), HZ (Croàcia), ČD (Rep. Txeca), DSB, Arriva (Dinamarca), VR (Finlàndia), SNCF (França), Deutusche Bahn (Alemanya), National Rail (Gran Bretanya), TRAINOSE (Grècia), MÁV-START (Hongria), Irish Rail, NI Railways (Irlanda), Trenitalia (Italia), CFL (Luxemburg), MZ (Macedònia del Nord), ŽCG (Montenegro), NS (Països Baixos), NSB (Noruega), PKP (Polònia), CP (Portugal), CFR (Romania), SV (Sèrbia), ZSSK (Eslovàquia), SZ (Eslovènia), RENFE (Espanya), SJ (Suècia), SBB, CFF, FFS (Suïssa), TCDD (Turquia).
Empreses de ferris:
Fjord Line (Dinamarca), Finnlines, Tallink Silja Oy, Viking line (Finlàndia), Irish Ferries (Irlanda), Stena Line (Gran Bretanya), Superfast ferries, Minoan Lines, Blue Star Ferries (Grècia), Grimaldi Lines, Superfast Ferries, Blue Star Ferries, Minoan Lines (Itàlia), Baleària (Espanya), Destination Gotland (Suècia).